# Myrmecia rowlandi
Myrmecia rowlandi är en myrart som beskrevs av Auguste-Henri Forel 1910. Myrmecia rowlandi ingår i släktet bulldoggsmyror, och familjen myror. Inga underarter finns listade i Catalogue of Life.